# Étienne Daho
Étienne Daho (* 14. leden 1956 Oran) je francouzský zpěvák, skladatel, herec a hudební producent narozený v Alžírsku.
Étienne Daho také produkoval alba nebo zpíval s mnoha umělci, jako jsou Jacques Dutronc, Charlotte Gainsbourg, Alain Bashung, Françoise Hardy, Daniel DARC, Astrud Gilberto, Saint Etienne, Jane Birkin, Air, Brigitte Fontaine Janco, Jeanne Moreau, Katerine, Vanessa Paradis, Catherine Deneuve, Dani, Lou Doillon, Dominique, Debbie Harry nebo Marianne Faithfull.

## Dětství a dospívání
Étienne Daho žil svá raná léta v Oranu (Alžírsko). Jeho otec Stephen byl bohatý dědic, opustil rodinu. Etienneho matka se jmenovala Lucie. V dospělosti se začal se zajímat o hudbu. Jeho hudební vkus se pohybuje od Serge Gainsbourga, Beach Boys až třeba k Sydovi Barrettovi. Studoval angličtinu a často zůstával v Londýně a Manchesteru. V roce 1976 objevil punkovou scénu a začal psát písně.

## Hudební kariéra
Jeho první album se jmenuje Mythomane (1981). Jeho třetí album Pop Satori (1986) bylo nahráno v Londýně se skupinou Torch Song.
V roce 1992 připravil nouzový projekt žádající francouzské umělce o pomoc výzkumu proti AIDS. V roce 1995 se přestěhoval do Londýna, aby mohl skládat své nové album. Ukončil kariéru a pak se jí znovu pokusil (úspěšně) začít. V roce 2006 vydal nové album Elli Medeiros (* 1956) a byl jmenován důstojníkem umění.
V roce 2007 vydal v Londýně, Barceloně a Ibize své nové album. Novinář Christopher Conte vytvořil biografii pojmenovanou Historie Étienna Daha.
V listopadu 2008 byl oceněn cenou ASA.
Dne 3. dubna 2016 vystoupil s dalšími hosty na koncertu velšského hudebníka Johna Calea, při němž hrál písně z prvních dvou alb kapely The Velvet Underground. Zpíval zde píseň „I'll Be Your Mirror“.

## Diskografie
- 1981 	Mythomane
- 1984 	La Notte, la Notte
- 1985 	Tombé pour la France
- 1986 	Pop Satori
- 1988 	Pour nos vies martiennes
- 1991 	Paris Ailleurs
- 1995 Reserection
- 1996 	Éden
- 2000 	Corps et Armes
- 2003 	Réévolution
- 2007 	L'Invitation
- 2010 	Le Condamné à mort (s Jeanne Moreau)
- 2013 	Les Chansons de l'innocence retrouvée

### Koncerty
- 1989 	Live ED
- 1993 	Daholympia
- 2001 	Daho Live
- 2005 	Sortir ce soir (Best of Live)
- 2009 	Daho Pleyel Paris